# Lanius
A Lanius a madarak osztályának verébalakúak (Passeriformes) rendjébe és a gébicsfélék (Laniidae) családjába tartozó nem.

## Rendszerezése
A nemet Carl von Linné írta le 1758-ban, az alábbi fajok tartoznak ide:
- tigrisgébics (Lanius tigrinus)
- rozsdásmellényű gébics (Lanius souzae)
- bivalyfejű gébics (Lanius bucephalus)
- barna gébics (Lanius cristatus)
- tövisszúró gébics (Lanius collurio)
- pusztai gébics (Lanius isabellinus)
- vörösfarkú gébics (Lanius phoenicuroides)
- burmai gébics (Lanius collurioides)
- vörösarcú gébics (Lanius gubernator)
- vörösvállú gébics (Lanius vittatus)
- hosszúfarkú gébics (Lanius schach)
- Lanius tephronotus
- Fülöp-szigeteki gébics (Lanius validirostris)
- MacKinnon-gébics (Lanius mackinnoni)
- kis őrgébics (Lanius minor)
- indiángébics (Lanius ludovicianus)
- nagy őrgébics (Lanius excubitor)
- Lanius borealis
- Lanius uncinatus[1] vagy Lanius excubitor uncinatus[2]
- Lanius elegans[1] vagy Lanius excubitor elegans[2]
- Lanius pallidirostris vagy Lanius excubitor pallidirostris[2]
- mediterrán őrgébics (Lanius meridionalis)
- nyílfarkú gébics (Lanius sphenocercus)
- Lanius giganteus
- szürkekabátos gébics (Lanius excubitoroides)
- szürkehátú gébics (Lanius cabanisi[2] vagy Neofiscus cabanisi)[1]
- Taita-gébics (Lanius dorsalis)
- antinori gébics (Lanius somalicus)
- Lanius humeralis
- örvös gébics (Lanius collaris)
- Lanius marwitzi[1] vagy Lanius collaris marwitzi[2]
- São Tomé-i gébics (Lanius newtoni)
- vörösfejű gébics (Lanius senator)
- álarcos gébics (Lanius nubicus)